# Zapsillea, Kremenciuk
Zapsillea (în ucraineană Запсілля) este localitatea de reședință a comunei Zapsillea din raionul Kremenciuk, regiunea Poltava, Ucraina.

## Demografie
Componența lingvistică a localității Zapsillea
     Ucraineană (94,72%)
     Rusă (4,77%)
     Alte limbi (0,51%)
Conform recensământului din 2001, majoritatea populației localității Zapsillea era vorbitoare de ucraineană (94,72%), existând în minoritate și vorbitori de rusă (4,77%).